# Boujan-sur-Libron
Boujan-sur-Libron este o comună în departamentul Hérault din sudul Franței. În 2009 avea o populație de 3.106 de locuitori.

## Evoluția populației
| An        | 1975  | 1982  | 1990  | 1999  | 2006  | 2009  |
| --------- | ----- | ----- | ----- | ----- | ----- | ----- |
| Populație | 1.335 | 1.843 | 2.235 | 2.627 | 2.902 | 3.106 |